# Mario Francesco Pompedda
Mario Francesco Pompedda (Ozieri, Cerdeña, 18 de abril de 1929 - 18 de octubre de 2006), fue un cardenal italiano, prefecto del Tribunal Supremo de la Signatura Apostólica.
Fue ordenado en la Ciudad del Vaticano el 23 de diciembre de 1951 y obtuvo un doctorado en teología en la Pontificia Universidad Gregoriana, la licenciatura en Sagrada Escritura en el Instituto Bíblico Pontificio y un doctorado en utroque iure en la Pontificia Universidad Lateranense, Roma.
Comenzó a trabajar en el Tribunal de la Rota Romana en 1955 y ocupó diversos cargos, entre ellos Defensor del Vínculo. Fue nombrado Auditor Prelado en 1969 y Deán en 1993. También fue Presidente de la Corte de Apelaciones de la Ciudad del Vaticano.
Nombrado arzobispo titular de Bisarcio el 29 de noviembre de 1997, recibió la ordenación episcopal del Juan Pablo II el 6 de enero de 1998.
El 16 de noviembre de 1999 fue nombrado Prefecto del Tribunal Supremo de la Signatura Apostólica, y presidente del Tribunal de Casación de la Ciudad del Vaticano. Entre 1999 y 2004 fue consejero eclesiástico de la Unión Internacional de Juristas Católicos (UIJC).
Es autor de tres libros y numerosos artículos sobre derecho canónico. Enseñó durante más de veinte años en el Estudio Rotal y dictó cursos de especialización en la Facultad de Derecho Canónico de la Pontificia Universidad Gregoriana y de la Pontificia Universidad de la Santa Cruz de Roma.
La Facultad de Derecho Canónico del Instituto Católico de París, en octubre de 1995, le galardonó con el doctorado "honoris causa". En 2004 recibió el grado "honoris causa" de la Facultad de Derecho de la Universidad de Cagliari.
Fue creado y proclamado Cardenal por Juan Pablo II en el consistorio del 21 de febrero de 2001, de la Diaconía de la Anunciación della Beata Vergine Maria a Via Ardeatina (Anunciación de la Santísima Virgen María en Via Ardeatina). Fue prefecto emérito del Tribunal Supremo de la Signatura Apostólica desde 2004.
Fue Grande priore de la Sagrada Orden Militar Constantiniana de San Jorge, nombrado en 2003.
Falleció en 2006 tras una larga enfermedad. Su cuerpo fue enterrado temporalmente en la tumba del cabildo catedralicio en el cementerio de Ozieri. El 18 de febrero de 2010, sus restos fueron enterrados en un sarcófago especialmente construido en la catedral de Ozieri en la capilla del Santísimo Sacramento.